# Petrovo-mező
A Petrovo-mező (horvátul: Petrovo polje) egy karsztmező Horvátországban, Dalmáciában, Šibenik-Knin megyében.

## Fekvése
Az északnyugat-délkeleti irányú Petrovo-mezőt délről a Moseć, nyugatról a Promina és keleten a Svilaja hegyláncai övezik. Északon a Kosovo-mezőre, délkeleten a Vrba-folyó völgyébe vezet átjáró. Területe 57 km², tengerszint feletti magassága 260-330 méter. 1877 óta a mezőn halad át a Knin-Split vasútvonal és a Drniš-Sinj főút.

## Története
Az emberi élet számára kedvező fekvésének köszönhetően a Petrovo-mező már ősidők óta lakott. Az őskortól fogva minden későbbi időszakból vannak itt régészeti leletek. Az ókori történeti források és epigráfiai emlékek több itteni település nevét rögzítették: Promona, Synodion (Synodij) és Magnum Municipium. A Petrovo-mezőn a római Dalmácia tartomány egyik fontos főútja haladt át, amely Salonát a tartomány adminisztratív és kulturális központját legrövidebb úton kötötte össze Pannóniával.
A horvátok ősei a 7. században telepedtek meg először a Petrovo-mező területén. A Petrovo, a Kosovo és Knini mező képezte a magját a 10. században létrehozott Knini zsupánságnak, mely egyike volt a tizenegy legkorábbi horvát közigazgatási egységnek. Az ősi horvát Svačić nemzetségből származott a középkori Nelipić nemesi család, melynek kiterjedt birtokai voltak a Knini és a Cetini zsupánság területén. Területét 1522-ben foglalta el a török. A török uralom a lakosság összetételében is nagy változásokat hozott. Az üresen maradt területekre új lakosságot telepítettek, akik nagyrészt Hercegovina területéről érkeztek. 1648-ban a velenceiek ugyan visszafoglalták a Drniš környéki falvakat, de a kandiai háborút követően visszakerültek a boszniai pasa fennhatósága alá és 1683-ig ott is maradtak.
Ekkor a velencei hadak szabadították fel a török uralom alól. A török a sinji háborúban 1715 és 1718 között sikertelenül próbálta visszaszerezni Drništ és környékét. Végül 1718-ban a pozsareváci béke hozta el a békét egész Dalmáciának. 1797-ben a Velencei Köztársaság megszűnésével a Habsburg Birodalom része lett. 1806-ban Napóleon csapatai foglalták el és 1813-ig francia uralom alatt állt. Napóleon bukása után ismét Habsburg uralom következett, mely az első világháború végéig tartott.

## Gazdaság
Lakói főként mezőgazdasággal és állattartással (juh, szarvasmarha, sertés) foglalkoznak. A mező belső részén több ipari üzem is található.

## Népesség
A Petrovo-mező területe ritkán lakott, az épületek szétszórtan találhatók. A települések többnyire kis falucskák, amelyek közigazgatásilag Drniš városa alá tartoznak. Északnyugati részén Siverić falu, északkeleti részén pedig Biočić, Parčić és Miočić települések találhatók. Kulturális emlékei közül kiemelkedik a Meštrović család otavicei mauzóleuma.

## Vizei
A mező nyugati szélén található Drniš városa. A városon is keresztül folyik a mező fő vízfolyása a Čikola-folyó. Rajta kívül még a csatornázott Mantovac-patak és számos kisebb időszakos folyó, vízfolyás és rekultivációs csatorna folyik át a mezőn.

## Fordítás
- Ez a szócikk részben vagy egészben  a   Petrovo polje (Lika) című horvát Wikipédia-szócikk ezen változatának fordításán alapul.  Az eredeti cikk szerkesztőit annak laptörténete sorolja fel. Ez a jelzés csupán a megfogalmazás eredetét és a szerzői jogokat jelzi, nem szolgál a cikkben szereplő információk forrásmegjelöléseként.